# Tracy Andet
Tracy Marine Andet (* 4. Oktober 2005) ist eine zentralafrikanische Schwimmerin.

## Sport
Andet trat erstmals bei den Schwimmweltmeisterschaften 2024 in Doha in einem internationalen Wettbewerb an. Bei den Olympischen Spielen 2024 in Paris nahm sie über 50 m Freistil teil und schwamm mit einer Zeit von 34,95 s auf Rang 76.